# Saint-Servais (Finistère)
Saint-Servais è un comune francese di 676 abitanti situato nel dipartimento del Finistère nella regione della Bretagna.

## Società

### Evoluzione demografica
Abitanti censiti